# Идиаканти
Идиакантите (Idiacanthus) са род актиноптери от семейство Стомиеви (Stomiidae).
Таксонът е описан за пръв път от Вилхелм Петерс през 1877 година.

## Видове
- Idiacanthus antrostomus
- Idiacanthus atlanticus
- Idiacanthus fasciola – Обикновен идиакант